# Beorhtric
Beorhtric est roi du Wessex de 786 à sa mort, en 802.

## Biographie
En 786, le roi Cynewulf de Wessex est tué par le noble exilé Cyneheard, frère de l'ancien roi Sigeberht. Beorhtric est soutenu par Offa de Mercie contre Ecgberht. L'intervention d'Offa en faveur de Beorhtric n'est pas clairement comprise, mais il semble que l'opportunité d'intervenir dans les affaires du Wessex, et ainsi consolider la puissance mercienne, soit un facteur important. Il est également possible qu'Ecgberht soit un rejeton de la dynastie kentique qui, sous Ealhmund, s'est révoltée contre la domination d'Offa et l'a vaincu à la bataille d'Otford.
Beorhtric semble soumis à l'autorité d'Offa jusqu'à un certain point. En 787, il organise le synode de Chelsea aux côtés d'Offa et se marie avec Eadburh, une des filles du roi de Mercie. Les chartes d'Offa et de son fils Ecgfrith montrent que les terres situées aux confins de la Mercie et du Wessex sont administrées par la cour de Mercie. Le Wessex semble avoir également utilisé la monnaie d'Offa.
C'est sous le règne de Beorhtric que surviennent les premiers raids vikings connus en Angleterre, d'après la Chronique anglo-saxonne. En 789, ils débarquent sur la côte du Dorset, près de l'île de Portland, où ils tuent un officier royal.
Après la mort d'Offa, en 796, le pouvoir mercien sur l'Angleterre s'affaiblit, et Beorhtric bénéficie peut-être dès lors d'une indépendance accrue. Les deux seules pièces connues du règne de Beorhtric datent de cette époque, suggérant l'établissement d'un nouvel atelier monétaire. En quelques années, le successeur d'Offa, Cenwulf, restaure la position de la Mercie, et après 799, les relations entre Beorhtric et les Merciens semblent avoir été très proches de la situation avant la mort d'Offa.
La Chronique anglo-saxonne rapporte que Beorhtric meurt en 802 et qu'il est inhumé à Wareham, dans le Dorset. Dans sa biographie d'Alfred le Grand achevée en 893, le moine gallois Asser rapporte une histoire selon laquelle il serait mort accidentellement empoisonné par sa femme Eadburh, qui se serait enfuie dans un couvent en Francie, d'où elle fut plus tard exclue après qu'on l'eut découverte avec un homme. La provenance de ce récit est incertaine.